# Sacrifício de Isaac (Rafael)
O Sacrifício de Isaac é um afresco (base 340 cm) de Rafael Sanzio, datado de 1511 e parte da decoração da abóbada da Stanza di Eliodoro  nos Museus do Vaticano.

## Temática
O afresco representa o episódio bíblico, conhecido por  Sacrifício de Isaac. É uma narrativa constante no Livro do Gênesis. Na história, Deus ordena que Abraão sacrifique seu filho Isaac em Moriá. Quando Abraão começa a obedecer, tendo amarrado Isaac em um altar, ele é parado por um Anjo do Senhor; um carneiro, então, aparece e é abatido no lugar de Isaac.